# India Juliana
India Juliana, död 1542, var en inhemsk kvinna i Paraguay, som mördade den spanska kolonist som höll henne i slaveri, och avrättades för detta. 
Hon blev en hjältinna i sitt lands historia, och hyllades som en kvinnlig förebild. En gata i Asunción fick 1992 sitt namn efter henne. 